# Ostiario
Ostiario (in latino ostiarius, letteralmente 'portinaio', dal latino ostium - porta) nella Chiesa cattolica era il chierico che aveva ricevuto l'ostiariato, cioè il primo degli ordini minori. L'ostiariato è stato abolito come ordine minore della gerarchia cattolica da papa Paolo VI nel 1972, in seguito alla riforma liturgica voluta dal Concilio Vaticano II. L'ostiario aveva il compito di aprire e chiudere le porte della chiesa e di custodirla (era dunque assimilabile alla funzione del sacrestano). Durante le celebrazioni liturgiche particolarmente affollate gli ostiari dirigevano i movimenti dei fedeli.

## Origine del ministero
Gli ostiari corrispondono ai "portinai" dell'Antico Testamento che custodivano inizialmente la porta del tabernacolo (1 Cr 16,42) e poi il Tempio di Gerusalemme, nonché il tesoro dello stesso Tempio e quello del re. Avevano una responsabilità grande, perché vigilavano anche sui lavori di manutenzione dell'edificio e svolgevano funzioni di giudici per quanto riguardava l'ordine pubblico all'interno del Tempio. Infine, vigilavano affinché non entrassero nel Tempio persone impure.
Quando nella Chiesa si cominciarono ad usare edifici di culto dedicati per la liturgia, fu necessario stabilire dei portinai con funzioni analoghe a quelle dei portinai del Tempio di Gerusalemme: in Oriente furono chiamati pilori e in Occidente ostiarii o janitores. I pilori furono sempre considerati laici, mentre gli ostiari hanno sempre fatto parte del clero.
La prima testimonianza, del III secolo, è una lettera di Cornelio, vescovo di Roma, a Fabio d'Antiochia. Gli ostiari erano necessari nel tempo in cui i cristiani vivevano in mezzo agli infedeli, per evitare che questi entrassero nelle chiese a disturbare le celebrazioni e a profanare l'Eucaristia. Inoltre, essi avevano cura che nelle celebrazioni ciascuno stesse al proprio posto: clero separato dal popolo, e uomini separati dalle donne, e che tutti vi partecipassero in silenzio e con la maggior modestia. Dopo le letture e il sermone, gli ostiari facevano uscire i catecumeni, i penitenti, gli ebrei e gli infedeli, ai quali era permesso ascoltare le istruzioni, e chiudevano le porte della chiesa. A Roma una particolare categoria di ostiari erano i fossori, che erano i custodi dei cimiteri cristiani: essi non solo seppellivano i morti, ma ne ornavano le tombe. Nel IV secolo i fossori appaiono come il penultimo grado della gerarchia ecclesiastica davanti agli ostiari.

## Compiti
Prima della riforma liturgica, nel rito di ordinazione degli ostiari era ricordato come loro compito quello di aprire le porte ai fedeli e chiuderle sempre agli infedeli, oltre che suonare le campane e presentare ai celebranti i libri liturgici aperti. Il servizio offerto da quest'ordine aiutava a disporre i fedeli alla degna ricezione dell'Eucaristia, vigilando sulla loro buona tenuta corporale (e quindi togliendo il più esterno degli ostacoli alla ricezione stessa) e in generale rammentando loro la santità della Casa del Signore.
In teologia, nell'intento di cercare nell'opera di Gesù Cristo l'istituzione di ogni ministero, si vedeva la fonte biblica dell'ostiariato in Mc 11,15-17 e paralleli, dove il Maestro scaccia i cambiavalute e i venditori di colombe dal Tempio, divenuto una spelonca di ladri. "Materia" di questo ordine era la consegna delle chiavi della chiesa da parte del vescovo, accompagnata da una "forma" appropriata, che era l'orazione che il medesimo vescovo pronunciava nell'atto di consegnare le chiavi all'ordinando: "Regolati in maniera come se avessi a rendere ragione a Dio di quelle cose, che si chiudono con queste chiavi".
Nei primi secoli del cristianesimo, i compiti dell'ostiario coincidevano sostanzialmente con quelli dell'attuale sacrestano, anche se in seguito, quando gli ordini minori si ridussero ad essere delle tappe progressive in vista dell'ordinazione presbiterale, l'ordinazione all'ostiariato non comportava nessun incarico particolare: quando la formazione al presbiterato era confinata ad un seminario di ispirazione monastica, è ovvio che ai seminaristi ordinati ostiari non toccasse effettivamente chiudere le porte della chiesa o suonare le campane. Subito dopo la loro ordinazione, i neo-ostiari esercitavano formalmente la propria funzione, scendendo a chiudere e aprire una porta della chiesa (o un cancello della balaustra) e suonando una campanella, dopodiché generalmente si procedeva alla loro ordinazione al lettorato.

## L'ostiario oggi
L'ordine dell'ostiariato viene ancora conferito in alcuni gruppi cattolici e anglicani tradizionalisti. Per altro, la lettera apostolica Ministeria quaedam prevede la possibilità di istituire l'ostiariato come ministero laicale nelle regioni dove si rilevasse necessario o utile; il ministero è stato istituito nell'arcidiocesi di Campobasso-Boiano in Molise, come "servizio ministeriale legato alla carità, all'accoglienza, alla gioia di ricevere e preparare ogni cosa perché le [...] comunità non siano anonime e la gente non resti sparsa per tutta la chiesa".
Nel Duomo di Milano il termine ostiario è ancor oggi usato per denominare i sacrestani.
Nel tempo della pandemia da Covid-19, nella parrocchia di Cicognara (nella diocesi di Cremona) con il termine ostiari sono detti i volontari incaricati di accogliere i fedeli alla messa e di misurare loro la temperatura corporea.
In senso lato, tutti i fedeli sono chiamati ad essere ostiari, cioè ad aprire le porte della chiesa per accogliere la gente.

## Altri usi
In Teologia, Ostiario è stato definito lo Spirito Santo in quanto apre la porta a Cristo ed anche lo stesso Cristo, ostiario celeste è detto san Pietro, in quanto ricevette da Cristo il potere delle chiavi.
Nella corte pontificia vi erano nei secoli scorsi varie categorie di membri della famiglia pontificia col titolo di ostiari, i più importanti dei quali erano i maestri ostiari, deputati alla custodia delle croci papali. Lo stesso titolo di maestro ostiario veniva usato nella corte del re di Napoli per indicare il Capitano della Porta. Vari ostiari con funzioni diverse vi erano alla corte del duca di Milano. Nella comunità di Chiavenna l'ostiario era il titolo che oggi diremmo di messo comunale.
Talvolta il termine ostiario / ostiaria è stato usato per indicare il religioso / religiosa portinaio o portinaia del monastero o convento.

## Altri significati
Nella Chiesa cattolica, il termine ostiario / ostiaria è adoperato anche in riferimento all'ostia (in latino hostia, letteralmente 'vittima'), con tutt'altri significati:
- Nel cammino neocatecumenale l'ostiario è un membro della comunità incaricato di preparare la sala per le celebrazioni liturgiche[21].

- Declinato al femminile, il termine "ostiaria" è adoperato nell'espressione "suore ostiarie" o "suore delle ostie" per indicare le suore della Congregazione delle Figlie di San Giuseppe di Rivalba, che tra i vari compiti hanno quello di confezionare le ostie per la Messa.

- "Ostiario" è usato talvolta per indicare un contenitore di ostie[22], ma anche la pisside, il tabernacolo e l'ostensorio[23].